# Mateczny

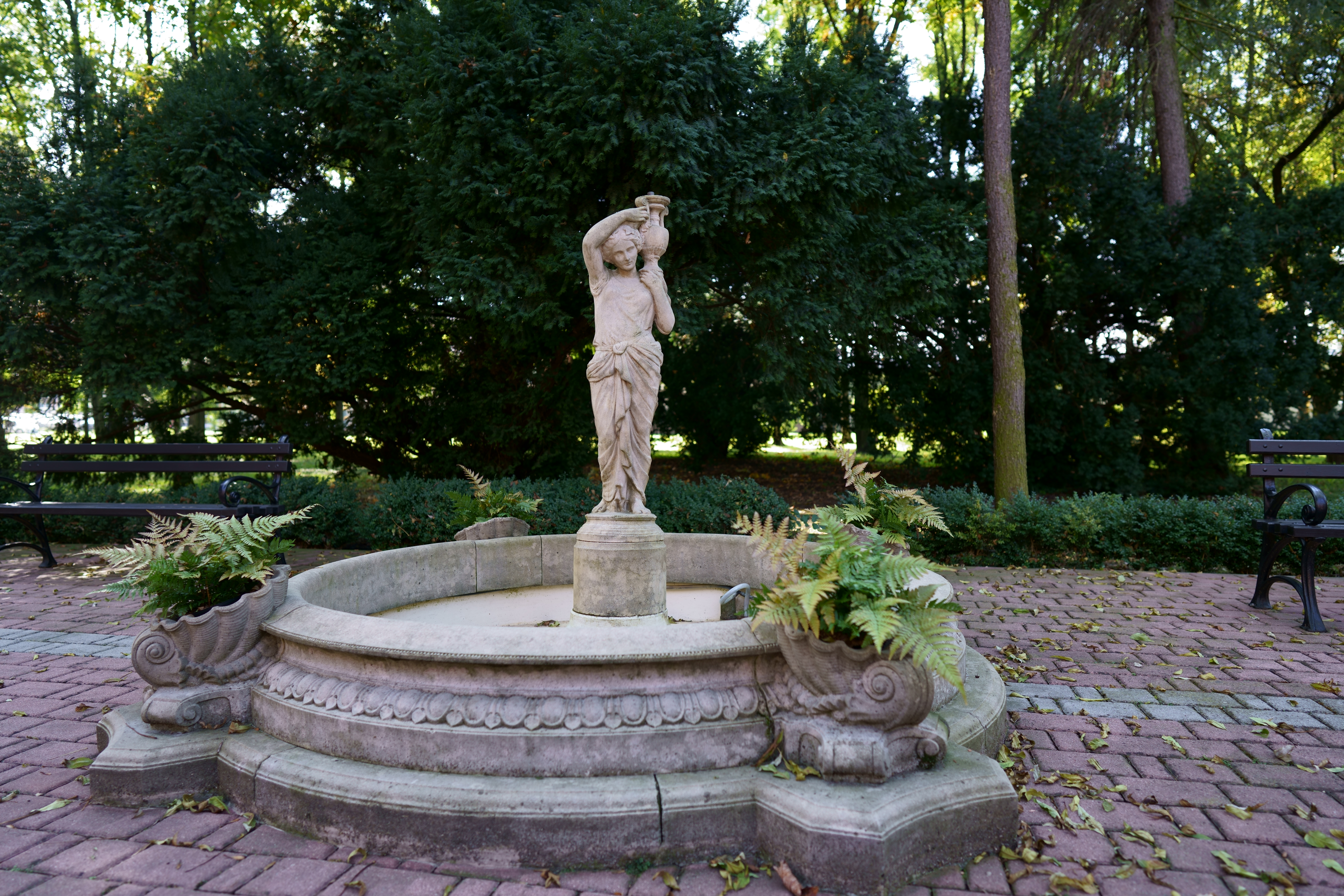
Fontanna w Parku Zdrojowym

Mateczny – niewielki obszar wchodzący w skład Dzielnicy XIII Podgórze miasta Krakowa.
Nazwa wzięła się od nazwiska architekta Antoniego Matecznego, który w 1898 podczas poszukiwań wody pitnej na własnej posesji, odkrył źródła wód mineralnych o dużej zawartości siarki i jej związków. W 1905 Mateczny wybudował Zakład Kąpielowy Wody Siarczano-Solankowej, który czynny był do II wojny światowej. Podczas wojny Niemcy urządzili tutaj fabrykę odzieżową, później krótko zajmowała go Armia Czerwona. Po wojnie znajdowała się tutaj mała fabryka gumy. Po jej zamknięciu miejscu przywrócono pierwotny charakter, upaństwowiony został w 1952.
Zespół Uzdrowisk Krakowskich oferował tutaj zabiegi lecznicze oparte na właściwościach siarczkowo-solankowej wody mineralnej. Na terenie parku uruchomiono w 1970 r. rozlewnię wody mineralnej Krakowianka.
W zabytkowych obiektach wzniesionych przez Antoniego Matecznego oferowane są przez przedsiębiorstwo Relax Care zabiegi odnowy biologicznej i balneologii. Można skorzystać z krioterapii oraz szeregu zabiegów relaksacyjnych. Leczy się schorzenia reumatologiczne i choroby pourazowe narządów ruchu.